# Zbrodnia w Przyszowicach
Zbrodnia w Przyszowicach – zbrodnia wojenna popełniona 27 stycznia 1945 przez żołnierzy Armii Czerwonej na cywilnych mieszkańcach miejscowości Przyszowice. Czerwonoarmiści zamordowali co najmniej 69 osób w wieku od 10 do 78 lat, w tym obywateli Włoch i Węgier – więźniów KL Auschwitz, którzy uciekli z marszu śmierci. Ponadto czerwonoarmiści dopuścili się wielokrotnych gwałtów na mieszkankach miejscowości oraz spalili szereg domów.
Jedną z hipotez, mającą wyjaśnić dlaczego żołnierze radzieccy posunęli się do masakry, jest to iż myśleli, że są już na terytorium niemieckim, a dowództwo radzieckie tolerowało bezwzględne traktowanie ludności wroga.
Instytut Pamięci Narodowej zakwalifikował ten czyn jako zbrodnię przeciwko ludzkości.